# Шику Ламба
Ши́ку Фарі́я Камара́ Ла́мба (порт. Chico Faria Camará Lamba; нар. 10 березня 2003, Бісау) — португальський футболіст, захисник французького клубу «Сент-Етьєн».

## Клубна кар'єра

### «Спортінг»
Почав займатися футболом в структурі «Бенфіки», а 2014 року перейшов до академії «Спортінга». В жовтні 2020 року почав виступати за резервну команду. 7 липня 2022 року продовжив контракт зі «Спортінгом» до 2024 року. 22 жовтня 2022 року дебютував в основному складі «Спортінга» в матчі португальської Прімейра-ліги проти клубу «Каза Піа», вийшовши на заміну Хосе Марса.

### «Арока»
12 червня 2024 року перейшов в «Ароку», підписавши трирічний контракт. 18 серпня дебютував за нову команду в матчі Прімейра-ліги проти «Морейренсі», вийшовши в стартовому складі. 18 січня 2025 року в поєдинку Прімейра-ліги проти «Віторії» (Гімарайнш) забив свій перший гол за клуб.

### «Сент-Етьєн»
7 липня 2025 року перейшов у французький клуб Ліги 2 «Сент-Етьєн», підписавши чотирирічний контракт. Сума трансферу становила 8 млн євро з урахуванням бонусів. 9 серпня дебютував за «Сент-Етьєн» в матчі Ліги 2 проти «Лаваля», вийшовши в стартовому складі.

## Кар'єра в збірній
Виступав за збірні Португалії до 16, до 18 і до 19 років. 11 жовтня 2024 року дебютував за збірну Португалії до 21 року в матчі відбіркового турніру до молодіжного чемпіонату Європи 2025 проти збірної Фарерських островів.
В червні 2025 року потрапив в заявку збірної до 21 року на молодіжний чемпіонат Європи в Словаччині. На турнірі провів чотири матчі, а його команда дійшла до чвертьфіналу, де поступилась нідерландцям

## Статистика виступів
Станом на 9 серпня 2025
| Клуб              | Сезон             | Чемпіонат         | Чемпіонат | Чемпіонат | Кубок | Кубок | Кубок ліги | Кубок ліги | Єврокубки | Єврокубки | Інші  | Інші | Всього | Всього |
| Клуб              | Сезон             | Дивізіон          | Матчі     | Голи      | Матчі | Голи  | Матчі      | Голи       | Матчі     | Голи      | Матчі | Голи | Матчі  | Голи   |
| ----------------- | ----------------- | ----------------- | --------- | --------- | ----- | ----- | ---------- | ---------- | --------- | --------- | ----- | ---- | ------ | ------ |
| Спортінг Б        | 2021–22           | Терсейра-ліга     | 3         | 1         | —     | —     | —          | —          | —         | —         | —     | —    | 3      | 1      |
| Спортінг Б        | 2022–23           | Терсейра-ліга     | 7         | 0         | —     | —     | —          | —          | —         | —         | —     | —    | 7      | 0      |
| Спортінг Б        | 2023–24           | Терсейра-ліга     | 22        | 2         | —     | —     | —          | —          | —         | —         | —     | —    | 22     | 2      |
| Спортінг Б        | Всього            | Всього            | 32        | 3         | —     | —     | —          | —          | —         | —         | —     | —    | 32     | 3      |
| Спортінг          | 2022–23           | Прімейра-ліга     | 1         | 0         | 0     | 0     | 0          | 0          | 0         | 0         | 0     | 0    | 1      | 0      |
| Спортінг          | 2023–24           | Прімейра-ліга     | 0         | 0         | 0     | 0     | 0          | 0          | 0         | 0         | 0     | 0    | 0      | 0      |
| Спортінг          | Всього            | Всього            | 1         | 0         | 0     | 0     | 0          | 0          | 0         | 0         | 0     | 0    | 1      | 0      |
| Арока             | 2024–25           | Прімейра-ліга     | 26        | 1         | 2     | 0     | 0          | 0          | —         | —         | —     | —    | 28     | 1      |
| Сент-Етьєн        | 2025–26           | Ліга 2            | 1         | 0         | 0     | 0     | —          | —          | —         | —         | —     | —    | 1      | 0      |
| Всього за кар'єру | Всього за кар'єру | Всього за кар'єру | 60        | 4         | 2     | 0     | 0          | 0          | 0         | 0         | 0     | 0    | 62     | 4      |